# جونی میچل
روبرتا جُون «جونی» میچل (انگلیسی: Roberta Joan Mitchell؛ نام خانوادگی پیش از ازدواج: اندرسن؛ زادهٔ ۷ نوامبر ۱۹۴۳) خواننده-ترانه‌سرا و نقاش کانادایی است. اوج محبوبیت او در دهه ۱۹۷۰ میلادی بود. میچل بر هنرمندانی چون تیلور سوئیفت، پرینس، دیوید گیلمور و لرد تأثیر گذارده و برنده چندین جایزه گرمی شده است. او در سال ۱۹۹۷ به عضویت تالار مشاهیر راک اند رول درآمد.

## زندگی حرفه‌ای
میچل نخستین آلبوم خود را در سال ۱۹۶۷ با همکاری دیوید کرازبی در نیویورک ضبط کرد، که برای ترانه‌های غنی‌اش مورد ستایش قرار گرفت. آلبوم دومش، ابرها در سال ۱۹۶۹ یک جایزه گرمی برای بهترین اجرای مردمی دریافت کرد. آبی در سال ۱۹۷۰ منتشر شد و به فروش بالای یک میلیون نسخه در آمریکا دست یافت. او آخرین آلبوم استودیویی خود را در سال ۲۰۰۷ منتشر کرد.
میچل که همواره جلد آلبوم‌هایش را خود طراحی می‌کرد، از دهه ۱۹۸۰ میلادی بیشتر به نقاشی پرداخت.